# Louis-Karim Nébati
Louis-Karim Nébati, né à Bénouville (Calvados), est un acteur français.

## Biographie
Il passe son enfance dans le Nord-Pas-de-Calais à Arras chez ses parents adoptifs, Louis et Mathilde Dubois avant que ces derniers ne décèdent lorsqu'il a 12 ans. Il passe toute son adolescence dans une maison d'enfants de la région. À vingt ans, il quitte Arras en auto-stop pour s’installer à Paris et réaliser son rêve : devenir acteur.
Pour financer sa première année aux Cours Florent, il enchaîne les petits boulotset obtient  la Classe Libre. Il joue ses premiers rôles au théâtre, grâce au Metteur en scène Raymond Acquaviva qui le repère au Cours Florent, dans la pièce Folle Amanda, en tournée à travers la France. Il exerce également ses talents sur les planches de la Comédie-Française, en jouant L’Épine dans Les Femmes savantes, de Molière.
À 24 ans, il crée sa propre revue de littérature et de poésie.
En 2001, il décroche le rôle-titre dans la série Fabien Cosma,pour France Télévisions. 16 épisodes, programmés en première partie de soirée pendant sept saisons, rencontrent un grand succès auprès du public Français, atteignant jusqu'à 7 millions de spectateurs.
En 2005, grâce aux succès de la série, il réalise son rêve de devenir pilote tout en poursuivant sa carrière d'acteur. Il obtient ses licences privées et professionnelles, ce qui lui permet de devenir conseiller technique pour les scènes de pilotage du film Low Cost de Maurice Barthélemy, en 2011.
Dans les années 2010, il se lance dans des études de physique et de mathématiques.
En 2012, il prend des cours à l'Actors Studio Lee Strasberg de Los Angeles et joue notamment dans la pièce de Henrik Ibsen '' Ghost'' dans le rôle de Pastor Manders . Il joue également dans des films indépendants américains au cours de cette période et reste sept ans en Californie.
En 2023, il incarne Yanis dans le film américain Pigalle de Mélanie Aitkenhead.

## Filmographie

### Cinéma

#### Longs métrages
- 2009 : Black de Pierre Laffargue : Bozyeux
- 2011 : Moi, Michel G, Milliardaire, Maître du monde de Stéphane Kazandjian : Paul Zoumanegui
- 2011 : Low Cost de Maurice Barthélemy
- 2014 : Fatal Crossroads de R.J. Adams : Gérard
- 2015 : Angel de Richard Styles : un dealer
- 2023 : Pigalle de Mélanie Aitkenhead : Yannis

#### Courts métrages
- 2009 : Fils de justicier de Nathalie Saugeon
- 2011 : Dream Lover de Vincent Pastor
- 2012 : À peu de chose près de Jérôme Bernard : Bob
- 2013 : Brûlures de Christophe Vauthey : Marc
- 2014 : With out words de Giuseppe Schillaci : Monsieur Chevalier
- 2015 : Widows d’Ian Fisher : Garry Brandt

### Télévision

#### Téléfilms
- 1998 : Le dernier fils : Paul Touré
- 2003 : Les femmes savantes, pièce filmée par Georges Bensoussan : L'Epine
- 2009 : La Taupe 2 de Vincenzo Marano : Loïk Sescale
- 2020 : Meurtres à Cayenne de Marc Barrat : Clément Marigny

#### Séries télévisées
- 2001-2007 : Fabien Cosma, 16 épisodes : docteur Fabien Cosma
  - 2001 : Antidote de Franck Apprederis
  - 2002 : Le poids d'une vie de Franck Apprederis
  - 2003 : Jamais trop tard de Jean-Pierre Vergne
  - 2003 : Petit Maxime de Philippe Roussel
  - 2004 : Droit de regard de Pierre Lary
  - 2004 : En avoir ou pas de Marion Sarraut
  - 2004 : D'un battement de cils de Jean-Claude Sussfeld
  - 2004 : Bobo Léo de Christiane Lehérissey
  - 2005 : Compte à rebours de Jean-Claude Sussfeld
  - 2005 : Syndrome d'imposture de Bruno Gantillon
  - 2005 : La répétition de Marion Sarraut
  - 2006 : Sous surveillance de Jean-Claude Sussfeld
  - 2006 : Sans raison apparente de Bruno Garcia
  - 2007 : Un traitement de cheval de Jean-Claude Sussfeld
  - 2007 : La fissure de Jean-Claude Sussfeld
  - 2007 : Grain de sable de Bruno Gantillon
- 2004 : Léa Parker, épisode  Manèges de Laurent Brégeat
- 2005 : Malone, épisode Ascenseur pour deux de Franck Apprederis : Gilbert Cabilla
- 2008 : Avocats et Associés, épisode Guacamole de Bruno Garcia : un médecin
- 2008 : SOS 18, épisode Septième ciel de Nicolas Picard-Dreyfuss : Rémi
- 2009 : Mac Orlan, épisode Jusqu’au bout du monde de Patrick Poubel : Hassan Zineb
- 2015 : American Dream de Barthélémy Grossmann : Cobio

## Théâtre
- 1994 : Meurtre de la princesse juive d’Armando Llamas
- 1996 : Folle Amanda de Pierre Barillet et Jean-Pierre Grédy, mis en scène Raymond Acquaviva en France, en Belgique et en Suisse
- 1996-1998 : Les Femmes savantes, de Molière, mis en scène Simon Eine pour la Comédie-Française : L’Épine
- 1996-1998 : La vie en rose, d’Armand Salacrou, mis en scène Véronique Vella au théâtre du Vieux-Colombier
- 2012 : Vieux Carré de Tennessee Williams, Lee Strasberg Institute, Los Angeles
- 2013 : Les Revenants d'Henrik Ibsen, Lee Strasberg Institute, Los Angeles